# Drapeau de Saint-Barthélemy
Le drapeau de Saint-Barthélemy désigne les armoiries de cette collectivité d'outre-mer française sur un fond blanc ; il comporte le nom kalina de l'île : Ouanalao.